# Xgħajra
Xgħajra (maltsky Ix-Xgħajra) je městečko v Jihovýchodním regionu Malty. Leží na pobřeží, na polovině cesty mezi Vallettou a Marsaskalou.